# Daniel Sieveke

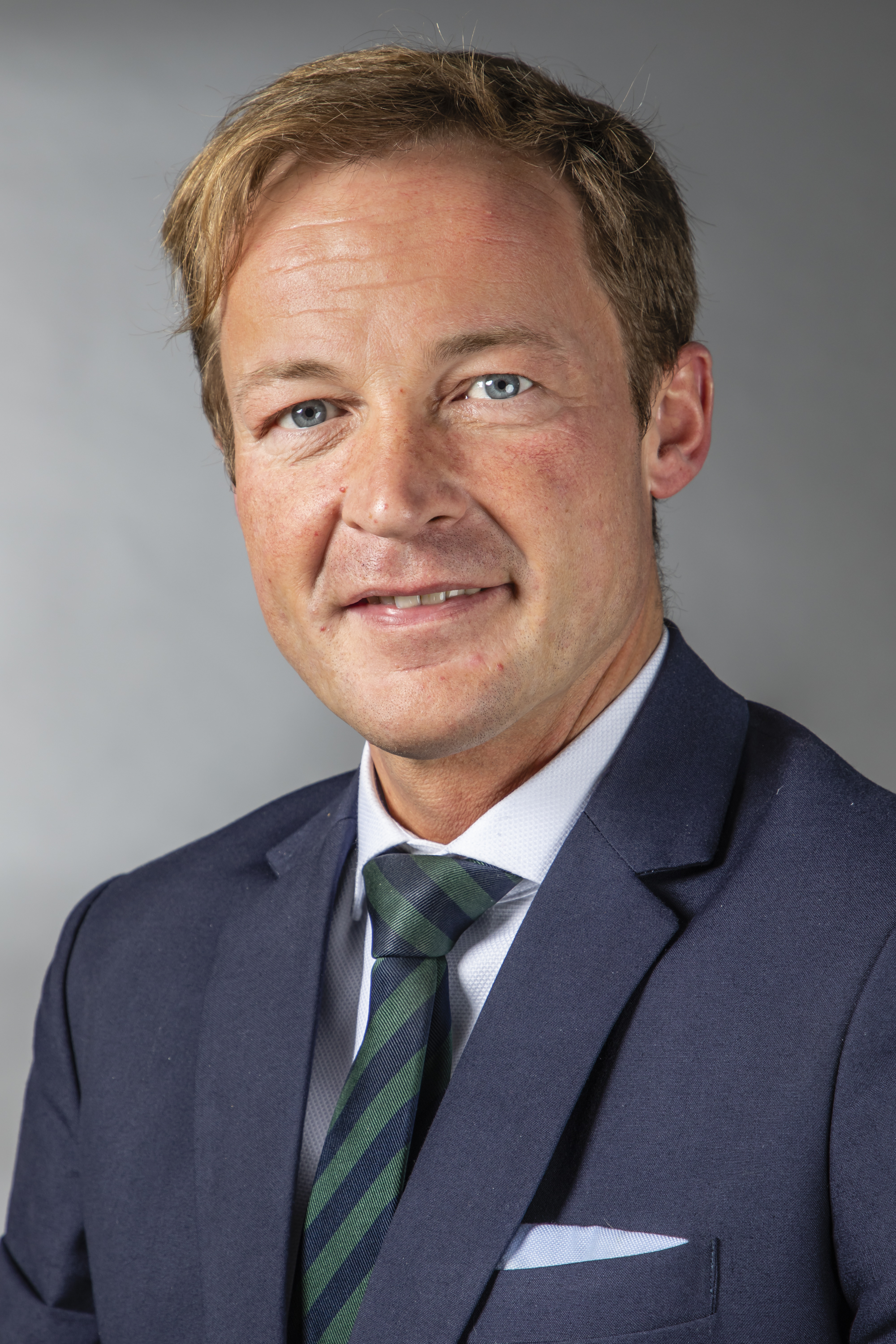
Daniel Sieveke

Daniel Sieveke (* 30. November 1976 in Paderborn) ist ein deutscher Politiker (CDU) und  seit dem 29. Juni 2022 Staatssekretär im Ministerium für Heimat, Kommunales, Bau und Digitalisierung des Landes Nordrhein-Westfalen. Von 2010 bis 2022 war er Mitglied des Landtages Nordrhein-Westfalen und dort war er einer von sechs stellvertretenden Vorsitzenden der CDU-Landtagsfraktion.

## Leben und Beruf
Aufgewachsen ist Sieveke mit fünf Geschwistern. Nach dem Abitur 1997 am Paderborner Gymnasium Theodorianum absolvierte Daniel Sieveke ab 1998 zunächst eine Ausbildung zum Bankkaufmann bei der Sparkasse Paderborn, welche er 2001 erfolgreich abschließen konnte. Darauf folgten Tätigkeiten als Kunden- bzw. Privatkundenberater (bis 2007), stellvertretender Leiter einer Sparkassen-Geschäftsstelle (bis 2009) und anschließend bis zu seiner Wahl in den Düsseldorfer Landtag als Leiter einer Geschäftsstelle der heutigen Sparkasse Paderborn-Detmold.
Sieveke absolvierte Weiterbildungsgänge zum Sparkassenfachwirt (2003) und zum Sparkassenbetriebswirt (2007) an der Sparkassenakademie Westfalen-Lippe in Münster.
Sieveke ist verheiratet und hat zwei Söhne. Er ist, neben einigen weiteren Vereinsmitgliedschaften, auch Mitglied der K.D.St.V. Guestfalo-Silesia zu Paderborn im CV.

## Politischer Werdegang
Von 1999 bis 2003 war Daniel Sieveke Vorsitzender des Stadtverbandes der Jungen Union Paderborn sowie Delegierter auf Landes- und Bundesebene der Jungen Union. Von 2003 bis 2007 war er Vorsitzender der CDU-Ortsunion Paderborn. Seit 2006 ist er Vorsitzender des CDU-Stadtverbandes Paderborn. In dieser Funktion ist er der Nachfolger von Wolfgang Schmitz, der bis 2010 auch sein Amtsvorgänger im Landtag gewesen ist. Seit 2006 ist Sieveke auch Mitglied des Vorstandes des CDU-Kreisverbandes Paderborn.
Bereits seit 2007 ist er Delegierter zum Landesparteitag der CDU Nordrhein-Westfalen. Seit 2009 ist Sieveke zudem Delegierter zum Bundesparteitag der CDU Deutschlands. Als Landtagsabgeordneter ist er auch Vorstandsmitglied des CDU-Bezirksverbandes Ostwestfalen-Lippe.
Von der Kommunalwahl 2004 bis zum 28. August 2017 war Daniel Sieveke Mitglied des Stadtrates von Paderborn. Seit 2009 war er dort stellvertretender Vorsitzender der CDU-Fraktion. Zudem war er im Paderborner Stadtrat ordentliches Mitglied im Haupt- und Finanzausschuss, im Ausschuss für Bauen, Planen und Umwelt, und im Rechnungsprüfungsausschuss.
Als Mitglied des Paderborner Stadtrates ist er darüber hinaus Mitglied der Aufsichtsräte der Paderborner Kommunalbetriebe GmbH, der Paderborner Stadthallen Betriebsgesellschaft mbH, der Stadtwerke Paderborn GmbH und der Wirtschaftsförderungsgesellschaft Paderborn mbH gewesen.
Bei der parteiinternen Wahl der CDU für die Direktkandidatur im Bundestagswahlkreis Paderborn vor der Bundestagswahl 2009 unterlag Sieveke im Jahr 2008 Carsten Linnemann.
Im November 2009, im März 2012 und im September 2016 wurde er von der Mitgliederversammlung des CDU-Stadtverbandes Paderborn jeweils zum Landtagskandidat für den Wahlkreis Paderborn II (101, Paderborn-Stadt) nominiert.

## Landespolitik

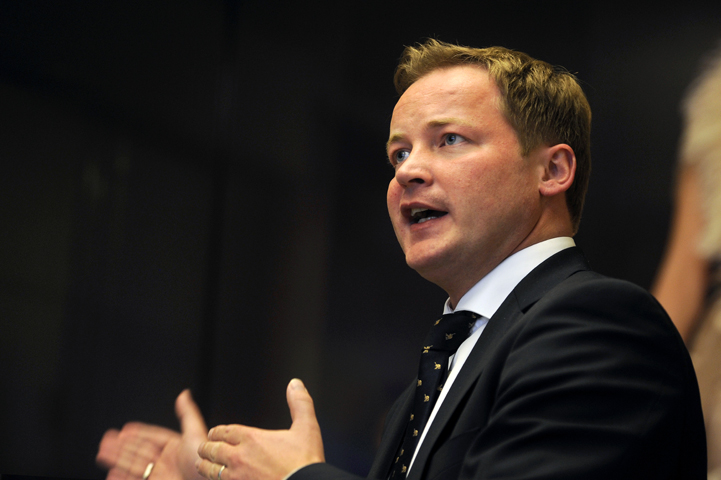
Daniel Sieveke (2010)

Bei der NRW-Landtagswahl 2010 trat Sieveke erstmals als Landtagskandidat der CDU für den Wahlkreis Paderborn-Stadt an und errang das Direktmandat mit 45,33 Prozent der Erststimmen.
Sein Vorgänger als Wahlkreisvertreter war der langjährige MdL Wolfgang Schmitz (CDU), der von der Mitgliederversammlung des CDU-Stadtverbandes Paderborn nicht erneut aufgestellt worden war.
Sieveke wurde am 9. Juni 2010 in der konstituierenden Sitzung zur 15. Wahlperiode des NRW-Landtages zu einem der Schriftführer gewählt. Seit 2010 ist Sieveke Mitglied der Jungen Gruppe der CDU-Fraktion im Landtag von Nordrhein-Westfalen, in der er von 2010 bis 2012 einer der stellvertretenden Vorsitzenden war. Er ist darüber hinaus bis zum Erreichen der Altersgrenze von 35 Jahren Mitglied des erweiterten Landesvorstandes der Jungen Union Nordrhein-Westfalen gewesen.
Von 2010 an war ordentliches Mitglied des Haushalts- und Finanzausschusses und des Ausschusses für Haushaltskontrolle. Seit 2017 übt er diese Ausschussmitgliedschaften stellvertretend aus. Von 2010 bis 2012 war er Mitglied des Ausschusses für Kommunalpolitik im Landtag NRW. Stellvertretendes Mitglied war er während der 15. Wahlperiode des Landtags im Ausschuss für Innovation, Wissenschaft, Forschung und Technologie, im Ausschuss für Wirtschaft, Mittelstand und Energie sowie im Petitionsausschuss. In der 16. Wahlperiode des Landtags ist er zudem stellvertretendes Mitglied des Hauptausschusses, stellvertretendes Mitglied des Unterausschusses Landesbetriebe und Sondervermögen des Haushalts- und Finanzausschusses gewesen.
In der 16. und 17. Wahlperiode des Landtags wurde Sieveke zum Vorsitzenden des Innenausschusses gewählt. In der 17. Wahlperiode ist er zudem Mitglied des Rechtsausschusses, des Kontrollgremiums nach § 23 des Verfassungsschutzgesetzes NRW und stellvertretendes Mitglied im Ausschuss für Wirtschaft, Energie und Landesplanung. Bereits seit der Einsetzung des Parlamentarischen Untersuchungsausschusses zum "Fall Amri" in der 16. Wahlperiode ist er dort Sprecher der CDU-Fraktion. Zudem ist Sieveke stellvertretendes Mitglied im Ausschuss für Heimat, Kommunales, Bauen und Wohnen.
In Einrichtungen des Landes Nordrhein-Westfalen ist Sieveke zudem Gremienmitglied des Härtefonds des Landes Nordrhein-Westfalen zur Unterstützung von Opfern des Nationalsozialismus aus Billigkeitsgründen (Mitglied des Beirates), des Instituts für Leichtbau mit Hybridsystemen der Universität Paderborn (Beiratsmitglied) und der Justizvollzugsanstalt Hövelhof (Beiratsmitglied). Zudem ist Sieveke Mitglied im Beirat für Wohnraumförderung der NRW.Bank.
Bei der NRW-Landtagswahl 2012 trat Sieveke erneut als Landtagskandidat der CDU für den Wahlkreis Paderborn-Stadt an und errang das Direktmandat mit 41,23 Prozent der Erststimmen.
Bei der NRW-Landtagswahl 2017 trat Sieveke wiederum als Landtagskandidat der CDU für den Wahlkreis Paderborn-Stadt an und errang das Direktmandat mit 44,47 Prozent der Erststimmen. Im Wahlkampf war er unter anderem von dem CDU-Innenpolitiker Wolfgang Bosbach unterstützt worden.
In der Diskussion über die Flüchtlingssituation in Deutschland und Nordrhein-Westfalen forderte Sieveke Anfang 2016 monatliche Zahlen zur Thematik der Ausreisepflichtigen.
Die Entwicklung des Salafismus in Nordrhein-Westfalen sieht Sieveke als Gefahr für die Integrationspolitik.
In der Debatte über den weiteren Zubau von Windenergieanlagen in Nordrhein-Westfalen hat sich Sieveke für einen Abstand von 1.500 m zur Wohnbebauung bei Neuanlagen ausgesprochen.
Bei der Landtagswahl 2022 konnte er seinen Wahlkreis Paderborn-Stadt erneut direkt gewinnen.
Am 29. Juni 2022 wurde er zum Staatssekretär im Ministerium für Heimat, Kommunales, Bau und Digitalisierung des Landes Nordrhein-Westfalen ernannt. Im Zuge dessen legte er sein Landtagsmandat nieder. Für ihn rückte Bauministerin Ina Scharrenbach nach.